# 전북맹아학교
전북맹아학교는 전북특별자치도 익산시 석암동에 위치한 시각장애 학생들을 위한 사립 특수학교이다.

## 연혁
- 1962년 4월 6일 : 개교